# Fartein Valen
Olav Fartein Valen (25 de agosto de 1887 – 14 de diciembre de 1952) fue un compositor noruego, destacado por su trabajo en la música atonal y polifónica. Desarrolló una polifonía semejante a la del contrapunto de Bach, pero basada en motivos y disonancia en cambio de la progresión armónica.

## Biografía

### Primeros años
Valen nació en Stavanger, Noruega en 1887 en una familia profundamente religiosa y cristiana. Mantuvo sus creencias religiosas toda su vida. Sus padres fueron misioneros y él pasó cinco años de su niñez en Madagascar. Además de su aptitud para la música, fue un políglota y dominó al menos nueve idiomas. Aprobó el examen artium (un certificado académico en Noruega y Suecia) con las notas de la clasificación más alta en todos las asignaturas excepto matemáticas. Le encantaban los gatos, la naturaleza, y la literatura. Cultivaba rosas (incluso desarrolló un rosa híbrida galardonada) y, después de perderlas cuando se helaron, empezó a cultivar cactus.

### Carrera musical
En 1906, Valen se mudó a Kristiania (la que es Oslo hoy) para estudiar literatura y lengua noruega pero también tomó clases de Catharinus Elling (1858–1942) en el Conservatorio de Música de Oslo donde se graduó con un título en tocar el órgano. En 1909, se mudó a Berlín para estudiar piano, teoría, y composición en la Academia de Música con Max Bruch. Mientras estaba en Berlín, trabajó en ejercicios de contrapuntos tonales y atonales.
En 1916, regresó a Noruega y se instaló en su patrimonio familiar con su madre y su hermana en Sunnhordland donde empezó la fase más productiva de su carrera, produciendo en masa más que 25.000 estudios de piano (aunque no se cuentan de sus obras oficiales), mientras que perfeccionó su propio contrapunto disonante. El contrapunto se parece a los de Bach y Arnold Schoenberg, aunque la evidencia demuestra que los estudios de Valen fueron desarrollados independientemente. 
Después de la muerte de su madre, Valen viajó a Roma y París durante los años 1920, donde se inspiró en la riqueza del arte y la arquitectura. Su obra se volvió más controversial entre muchos críticos conservadores, muy a la decepción de Valen. En 1924, regresó a Oslo y de 1927 a 1936 trabajó como un archivista de música en la Universidad de Oslo. En 1935, recibió una subvención semipermanente del gobierno para compositores. Dejó de enseñar y se mudó de nuevo a Sunnhordland para componer música a tiempo completo.
Después de 1948, su obra empezó a recibir más reconocimiento, tanto en Noruega como fuera del país. Entre otros, el pianista Glenn Gould se convirtió en un gran admirador de Valen y escribió una carta a Jane Friedman de CBS Records al tiempo de su grabación de la sonata para piano no. 2 de Valen, —Realmente siento que, por la primera vez en años, he encontrado a una gran figura de la música del siglo XX —.
Valen nunca se casó. Murió en Haugesund en 1952.

## Composiciones musicales
- Sinfonías
  - Sinfonía n.º 1, Op. 30 (1937–39)
  - Sinfonía n.º 2, Op. 40 (1941–44)
  - Sinfonía n.º 3, Op. 41 (1944–46)
  - Sinfonía n.º 4, Op. 43 (1947–49)
- Obras orquestales
  - Pastorale, Op. 11 (1929–30)
  - Sonetto di Michelangelo, Op. 17 n.º 1 (1932)
  - Cantico di ringraziamento, Op. 17 n.º 2 (1932–33)
  - Nenia sulla morte d'un giovan, Op. 18 n.º 1 (1932)
  - An die Hoffnung, Op. 18 n.º 2 (1933)
  - Epithalamion, Op. 19 (1933)
  - Le Cimetière marin, Op. 20 (1933–34)
  - La Isla de las calmas, Op. 21 (1934)
  - Ode til ensomheten (Oda a soledad), Op. 35 (1939)
  - Concierto para violín, Op. 37 (1940)
  - Concierto para piano, Op. 44 (1949–50)
- Obras de cámara
  - Cuarteto de cuerda n.º 0 (sin número de opus)
  - Sonata para violín, Op. 3 (1917)
  - Trío para violín, chelo, y piano, Op. 5 (1917–24)
  - Cuarteto de cuerda n.º 1, Op. 10 (1928–29)
  - Cuarteto de cuerda n.º 2, Op. 13 (1930–31)
  - Serenata para cuarteto de viento, Op. 42 (1946–47)
- Obras para piano
  - Legende, Op. 1 (1907–08)
  - Sonata para piano n.º 1, Op. 2 (1912)
  - 4 Stücke, Op. 22 (1934–35)
  - Variaciones, Op. 23 (1935–36)
  - Gavota y musette, Op. 24 (1936)
  - Preludio y fuga, Op. 28 (1937)
  - Dos prelúdios para piano, Op. 29 (1937)
  - Intermezzo, Op. 36 (1939–40)
  - Sonata para piano n.º 2, Op. 38 (1940–41)
- Obras para órgano
  - Preludio y fuga, Op. 33 (1939)
  - Pastoril, Op. 34 (1939)
- Obras corales
  - Salmo 121, Op. 2 (1911)
  - Hvad est du dog skiøn, motete para coro mezclado y a cappella, Op. 12 (1930)
  - Dos motetes para voces de mujeres a cappella (Quomodo sedet sola civitas y Regina coeli laetare, Op. 14 (1931)
  - Dos motetes para coro varón a cappella (O Salutaris Hostia y Quia vidisti me), Op. 15 (1931)
  - Dos motetes for para coro mezclado a cappella (Etdices in die illa y Deus noster refugium et virtus), Op. 16 (1931–32)
  - Kom regn fra det høie, motete para voces de mujeres a cappella, Op. 25 (1936)
  - O store Konge, Davids Søn, motete para coro varón a cappella, Op. 26 (1936–37)
  - Vaagn op, min Sjæl, motete para coro mezclado a cappella, Op. 27 (1937)
- Canciones orquestales
  - Ave Maria, Op. 4 (1917–21)
  - Mignon: Zwei Gedichte von Goethe, Op. 7 (1925–27)
  - Zwei Chinesische Gedichte, Op. 8 (1925–27)
  - Darest Thou now, o Soul, Op. 9 (1920–28)
  - La noche oscura del alma, Op. 32 (1939)
- Canciones para piano y voz
  - Drei Gedichte von Goethe, Op. 6 (1925–27)
  - Zwei Lieder, para soprano y piano, Op. 31 (1939)
  - Zwei Lieder, para soprano y piano, Op. 39 (1941)

## Premio de Fartein Valen
El Premio Fartein Valen es un galardón en memoria del compositor. La Beca Fartein Valen (Fartein Valen-stipendet) es una beca noruega relacionada con el premio. El premio y la beca fueron otorgados por primera vez en 1999 y 2002, respectivamente, y ahora se otorgan cada dos años. Entre los ganadores pasados están Arve Tellefsen y Ståle Kleiberg.